# Distrofina
A distrofina é uma proteína do complexo distrofina-glicoproteínas que liga o citoesqueleto da fibra muscular à matriz extracelular, através da membrana celular.
A deficiência nesta proteína é a causa primária de um dos mais graves tipos de distrofia muscular. Foi primeiramente identificada por Louis Kunkel, em 1987, a seguir à descoberta do gene mutante causador da distrofia muscular de Duchenne.
A distrofina é produzido pelo maior gene conhecido até à data, medindo 2,5 Mb (0,1% do genoma humano). O locus genético é Xp21 e possui 79 exões, produzindo um mRNA de 14,6 Kb e uma proteína com mais de 3.500 resíduos de aminoácidos.

## Interacções
Foi demonstrada a interacção da distrofina com beta-1-sintrofina, alfa-1-sintrofina e alfa-distrobrevina.